# كاتسويوكي كونيشي
كاتسويوكي كونيشي (小西克幸 كونيشي كاتسويوكي) هو مؤدي أصوات ياباني ولد في 21 أبريل 1973 في واكاياما.

## أدواره في التوكوساتسو
- تينسو سنتاي غوسيجر - غوسي نايت، دارك غوسي نايت

## أدواره في الأنمي

### مسلسلات أنمي تلفزيونية
- تنجن توبا جورين لاجان - كامينا، ماكّين (تحت الاسم المستعار ليو كاميناغا (神永レオ كاميناغا ريو))
- بلود+ - هاجي
- زعيم المحاربين - أميدامارو
- زعيم المحاربين (2021) - أميدامارو
- ساموراي ديبر كيو - ميبو كيوشيرو/كيو عين الشيطان
- أويدو روكيت - غينزو، ناكانوشيما كازوكيتشي، ركبة
- لافليس - سوبي أغاتسوما
- ديول ماسترز - نايت
- فل ميتال بانيك! - ساتورو شيراي
- دي جرايمان - كوموي لي
- ميجامان محارب النت - عنيف، سحراوي
- أمير التنس - تاكاهيسا كاجيموتو
- بليتش - كيغو أسانو، شوهي هيساغي
- سكيب بيت! - رين تسوروغا
- المقيم الأبدي - شيزوما إيكو
- البدلة المتنقلة جاندام 00 - يوهان ترينيتي
- زامد الذكرى الضائعة - أكوشيبا
- بلاك كات - زاجين أكسلوك
- بامبو بليد - توراجي إيشيدا
- فايري تايل - لاكساس دريار، يوري دريار
- دورارارا!! - توم تاناكا
- دورارارا!! ×2 المقدمة - توم تاناكا
- دورارارا!! ×2 المنتصف - توم تاناكا
- دورارارا!! ×2 الخاتمة - توم تاناكا
- كيشين تايسن جيجانتيك فورميولا - هاسان باباس
- دراغون بول كاي - غينيو
- ماكروس فرونتير - أوزما لي
- AVENGER - غارسيا
- سيكيري - كاورو سيو
- سيكيري Pure Engagement - كاورو سيو
- اختطاف الذئب - ميوكي واشيو
- هاجيمي نو إيبو - المذيع
- هاجيمي نو إيبو New Challenger - المذيع
- شاكوغان نو شانا - ميليهيم/شيرو
- شاكوغان نو شانا III(فاينل) - ميليهيم/شيرو
- أمناء المكتبة المقاتلون: كتاب بانتورا - يوكيزونا هامرو
- سكرابد برنسس - فيولي
- موياشيمون - كاورو ميساتو
- رايلغان معينة خاصة بالعلم - واتارو كوروزوما
- توغاينو نو تشي - كيريو
- ساموراي تشامبلو - دايكيتشي
- ديفل ماي كراي - سايمون
- بيلزيباب - تاتسومي أوغا
- قطاع التسوق السحري أبينوباشي - كوهي، ماسايوكي أساهينا (أيام الشباب)
- الأرجوحة الطائرة - أراي
- إكس-من - كويتشي كاغا
- حفيد نوراريهيون: عاصمة العفاريت - ريوجي كيكاين
- سيكريد سفن - يوجي كينمي
- ميداكا بوكس - موجي
- سينت سيا أوميغا - سوما
- أسطورة أراتا - أوهيكا
- إينيشيال دي Fifth Stage - هيديو ميناغاوا
- سيكاي-إيتشي هاتسوكوي - ماساموني تاكانو
- كيوشيرو وسماء الأبدية - كيوشيرو أيانوكوجي
- الملعقة الفضية - شينغو هاتشيكين
- هيوكا - تاكيو كايتو
- غايست كراشر - روك فولكان
- كارنفال - توكيتاتسو
- كيل لا كيل - تسوموغو كيناغاسي
- دانغانرونبا ذي أنيميشن - دايا أوادا
- توريكو - أومين أوميدا، برانتش التنغو (الصوت الثاني)
- يورمنغاند - آر
- يورمنغاند PERFECT ORDER - آر
- فالفريف الثوري - ديليوس فارتنبيرغ
- أكامي غا كيل! - بولات
- نادي ثانوية الوسيمين للدفاع عن الأرض LOVE! - واريو هاشيدا
- نادي ثانوية الوسيمين للدفاع عن الأرض LOVE!LOVE! - تاغارو كاتاري
- ساموراي واريورز - ناوماسا إي
- طوكيو غول - كوتارو آمون
- طوكيو غول A√ - كوتارو آمون
- طوكيو غول:re - كوتارو آمون
- بريزون سكول - غاكوتو
- بطولات أرسلان - شابور، إصفان
- رانبو كيتان: لعبة لابلاس - كاغامي
- بياض الثلج ذات الشعر الأحمر - ساكاكي
- قبضة نجم الشمال بنكهة الفراولة - كينشيرو
- كلاسروم كرايسس - دكتور سادايوكي موراكامي
- كونكريت ريفولوتيو: فنتازيا الخوارق - كاورو كاندا
- كونكريت ريفولوتيو: فنتازيا الخوارق THE LAST SONG - كاورو كاندا
- ون بنش مان - تانكتوب ماستر
- أوشيو وتورا - كوين
- بوكيمون - سباركي، فلينت، غوليم، توروس، سنورلاكس، غاستلي («تمرد بيكاتشو»)، دراغونايت، هيراكروس، إيرل ديرفيش، سايروس، غلايغار
- لعبة الجوكر - ريموند غرين
- هايكيو!! الموسم الثاني - هيروكي كوروكاوا
- هايكيو!! ثانوية كاراسونو في مواجهة أكاديمية شيراتوريزاوا - هيروكي كوروكاوا
- دايز - المدرب ناكازاوا
- لولوكو شرطية الفضاء - غاتسي
- فتيان التشجيع!! - غين هاسيغاوا
- ون بيس - شيبسهيد
- فانتسي ستار أونلاين 2 ذي أنيميشن - لاست ساموراي
- الخطايا السبع المميتة - دريفاس
- الخطايا السبع المميتة: تلميحات الحرب المقدسة - دريفاس
- الخطايا السبع المميتة: إعادة إحياء الوصايا - دريفاس
- الخطايا السبع المميتة: غضب الملوك - دريفاس
- الخطايا السبع المميتة: قضاء الغضب - دريفاس
- ماجيكيون! رينيسانس - تشييري تودو
- هوزوكي بارد الأعصاب - بيلزيباب
- بلاد الطير - سُليمان
- كابتن تسوباسا - روبيرتو هونغو
- غارغانتيا في الكوكب الأخضر - بينيون
- عروس الساحر - توري إينيس
- دارلينغ إن ذا فرانكس - هاتشي
- بلاك كلوفر - فويغوليون فيرميليون
- صاحب التعاويذ الأزرق: ملك كيوتو الملوث - جوزو شيما
- غيت: قوات الدفاع الذاتي تقاتل في أرض أخرى - زورزال إل سيزر
- هيفي أوبجيكت - برايزويل سيتي سليكر
- نزل الآخرة - أودانّا
- كيلينغ بايتس - ريوجي شينا
- مغامرة جوجو الغريبة: الرياح الذهبية - ديافولو
- ديابوليك لافرز - ريجي ساكاماكي
- ديابوليك لافرز MORE BLOOD - ريجي ساكاماكي
- كابوكيتشو شرلوك - شرلوك هولمز
- إلى الوحوش المقدسة المهجورة - هانك
- فريق الإطفاء الناري - تاكيرو نوتو
- سيف قاتل الشياطين - تينغين أوزوي
- سيف قاتل الشياطين: قطار اللانهاية - تينغين أوزوي
- سيف قاتل الشياطين: القطاع الترفيهي - تينغين أوزوي
- غراند بلو - ريوجيرو كوتوبوكي
- بيم - بيم
- ديكا دينس - كابوراغي
- أورينت - جيساي كانيماكي
- سمر تايم ريندا - ماساهيتو كاريكيري.
- مذكرات العطارة - جاوشون

### أنمي الإنترنت
- هيتاليا Axis Powers - أمريكا، كندا
- هيتاليا World Series - أمريكا، كندا
- مونستر سترايك - تايو شيراهاما
- سينت سيا: نايتس أوف ذا زودياك - نيرو

### أوفا أنمي
- هاجيمي نو إيبو Champion Road - المذيع
- تيلز أوف سيمفونيا ذي أنيميشن: سيلفارانت - لويد إرفينغ
- تيلز أوف سيمفونيا ذي أنيميشن: تيثيالا - لويد إرفينغ
- تيلز أوف سيمفونيا ذي أنيميشن: اتحاد العوالم - لويد إرفينغ
- سينت سيا فصل هادس: المعابد الإثنا عشر - أوريغا كابيلا
- سينت سيا فصل هادس: العالم السفلي - فينيكس إيكي
- سينت سيا فصل هادس: إليسيون - فينيكس إيكي

### أفلام أنمي
- تنجن توبا جورين لاجان: فصل جورين - كامينا، ماكّين (تحت الاسم المستعار ليو كاميناغا)
- تنجن توبا جورين لاجان: فصل لاجان - كامينا، ماكّين (تحت الاسم المستعار ليو كاميناغا)
- فيلم بليتش: ميموريز أوف نوبودي - شوهي هيساغي
- فيلم بليتش: ذا دياموند داست ريبيليون، هيورينمارو آخر - شوهي هيساغي
- فيلم بليتش: فيد تو بلاك، أُنادي اسمكِ - شوهي هيساغي
- فيلم بليتش: فصل الجحيم - كيغو أسانو
- هيتاليا: الشاشة الفضية Paint it, White - أمريكا، كندا
- مغامرة جوجو الغريبة: فانتوم بلاد - جوناثان جوستار
- سلسلة أفلام كود غياس أكيتو المنفي
  - كود غياس أكيتو المنفي: الفصل الأول «وصول التنين» - يوهان مالكال
- فوسي: يوميات فتاة المسدس - أوياما دوسيتسو
- سيكاي-ايتشي هاتسوكوي: حالة تاكافومي يوكوزاوا - ماساموني تاكانو
- سلسلة أفلام بوكيمون
  - فيلم بوكيمون 2000: قوة الإتحاد - زابدوس
  - فيلم بوكيمون فور إيفر: سيليبي صوت الغابة - سيزور
  - بوكيمون هيروز: لاتيوس و لاتياس - إيروداكتيل
  - فيلم بوكيمون: جيراتشي محقق الأماني - غراودون، سالامينس، داسكلوبس
  - فيلم بوكيمون: مصير ديوكسيس - رايكويزا، كورفيش
  - فيلم بوكيمون: لوكاريو و لغز ميو - كورفيش، كاكنيا
  - بوكيمون رينجر و قصر البحر - كورفيش
  - فيلم بوكيمون: نهوض داركراي - كروغانك
  - فيلم بوكيمون: غيراتينا ومحارب السماء - كروغانك، غليسكور
  - فيلم بوكيمون: أركيوس وجوهرة الحياة - كروغانك، ستارابتور، غليسكور
  - فيلم بوكيمون: زوروارك سيد الأوهام - كروغانك، رايكو
- ناروتو شيبودن: الفيلم - سيتسونا
- فولي كولي ألترنيتيف - ريو سودو
- برومير - ميس
- قاتل الشياطين الفيلم: قطار اللانهاية - تينغين أوزوي

## أدواره في ألعاب الفيديو
- تيلز أوف سيمفونيا - لويد إرفينغ
- تيلز أوف ذا وورلد: راديانت ميثولوجي - لويد إرفينغ
- تيلز أوف سيمفونيا: دون أوف ذا نيو وورلد - لويد إرفينغ
- تيلز أوف فرسس - لويد إرفينغ
- تيلز أوف ذا وورلد: ريف يونايتيا - لويد إرفينغ
- سول كاليبر ليجندز - لويد إرفينغ
- ساموراي واريورز 4 - ناوماسا إي
- واريورز أوروتشي 4 - ناوماسا إي
- سينت سيا: ذا هادس - فينيكس إيكي
- سينت سيا: سولجرز سول - فينيكس إيكي
- فيست أوف ذا نورث ستار: كينز رايج - كينشيرو
- جاي-ستارز فيكتوري فيرسيس - كينشيرو، تاتسومي أوغا
- فاير إمبلم فيتس - زاندر
- فاير إمبلم: ثري هاوسيس - هيوبرت
- ياكوزا 0 - جون أودا
- سلسلة ألعاب دوت هاك جي يو - ساكاكي
- أرسلان: ذا واريورز أوف ليجند - شابور، إصفان
- ديمون سلاير: كيميتسو نو يايبا: ذا هينوكامي كرونيكلز - تينغين أوزوي
- هونكاي ستار ريل: بوثهيل

## أدواره في الدبلجة اليابانية
- ترانسفورمرز أنيميتد - أنغري آرتشر
- بسبسبوبي - بسبس
- السرعة والغضب: قيادة طوكيو - شون بوزويل
- كايوتي أجلي - كيفن أودونيل

## وصلات خارجية
- كاتسويوكي كونيشي على موقع IMDb (الإنجليزية)
- كاتسويوكي كونيشي على موقع ميتاكريتيك (الإنجليزية)
- كاتسويوكي كونيشي على موقع روتن توميتوز (الإنجليزية)
- كاتسويوكي كونيشي على موقع ميوزك برينز (الإنجليزية)
- كاتسويوكي كونيشي على موقع أول موفي (الإنجليزية)
- كاتسويوكي كونيشي على موقع قاعدة بيانات الفيلم (الإنجليزية)
- كاتسويوكي كونيشي على موقع ANN person (الإنجليزية)
- صفحة IMDb